# کنی کانینگهام (زاده ۱۹۸۵)
کنی کانینگهام (۷ ژوئن ۱۹۸۵) یک بازیکن فوتبال اهل کاستاریکا است. وی همچنین در تیم ملی فوتبال کاستاریکا بازی کرده‌است.